# Chris Botti
Christopher Stephen Chris Botti (ur. 12 października 1962 w Corvallis w stanie Oregon) – amerykański trębacz smoothjazzowy.

## Kariera
Od dziecka miał kontakt z muzyką, za sprawą swojej matki, która była nauczycielką gry na pianinie. Naukę gry na trąbce zaczął mając 10 lat.
Znany jest głównie jako muzyk sesyjny, współpracował z wieloma muzykami, wśród których są Aretha Franklin, Chaka Khan, Bette Midler, Bob Dylan, Paul Simon i grupa The Brecker Brothers. Najbardziej znana jest chyba jednak jego współpraca ze Stingiem. Botti występował podczas jego trasy Brand New Day w 2000 i 2001, nagrali również kilka wspólnych utworów, które znalazły się na płytach trębacza.
Do tej pory Botti nagrał 8 solowych albumów i jedno DVD z zapisem koncertu promującego płytę Night Sessions, w którym pojawił się również Sting. Jest również autorem muzyki do filmu Więzy (Caught, 1996).
Artysta był dwudziestokrotnie w Polsce -sam powiedział to ze sceny filharmonii w Szczecinie w V 2024. Zagrał jeden koncert w 2005 w Warszawie i dwa w 2006: w Warszawie i Poznaniu. Dwukrotnie koncertował w 2008: Bielsko-Biała, dwa razy Warszawa, Gdynia i Zabrze, Poznań, Sopot. Sopockie występy Chrisa uświetniła Anna Maria Jopek, wykonując z nim standard "My Funny Valentine". W 2009 roku trasa koncertowa promująca płytę Chris Botti in Boston objęła pięć polskich miast: Łódź, Zabrze, Warszawę, Kraków i Poznań. W 2011 był jedną z gwiazd festiwalu Szczecin Plus Music Fest w Szczecinie. 1 lipca 2011 zagrał na w koncercie inaugurującym polską prezydencję w Unii Europejskiej pt. "Tu Warszawa". 16 marca 2013 zagrał koncert w Hali Gdynia w Gdyni promujący płytę Impressions. W październiku 2015 zagrał hejnał mariacki z wieży kościoła Mariackiego w Krakowie.
Botti wzoruje się na wczesnych nagraniach Milesa Davisa i czerpie inspiracje z muzyki Tomasza Stańki. Nie zawęża jednak swojego kręgu zainteresowań muzycznych tylko do jazzu, ale sięga również do muzyki klasycznej i rockowej.

## Dyskografia
- 1995 – First Wish
- 1997 – Midnight Without You
- 1999 – Slowing Down the World
- 2001 – Night Sessions
- 2002 – December
- 2003 – A Thoussand Kisses Deep
- 2004 – When I Fall in Love
- 2005 – To Love Again
- 2007 – Italia (ZPAV: 2008 platynowa płyta[5])
- 2009 – Chris Botti in Boston (ZPAV: 2010 diamentowa płyta[6])
- 2011 – This Is Chris Botti (ZPAV: 2012 platynowa płyta[7])
- 2012 – Impressions
- 2023 - Vol. 1

## Nagrody i wyróżnienia
Nagroda Grammy:
2008: Italia - Nominacja w kategorii Best Pop Instrumental Album
2010: Chris Botti in Boston - Nominacja w kategorii Best Pop Instrumental Album
2010: Emmanuel - Nominacja w kategorii Best Instrumental Arrangement
2010: Chris Botti in Boston - Nominacja w kategorii Best Long Form Music Video
2013: Impressions - Zwycięzca w kategorii Best Pop Instrumental Album
RIAA:
2005: When I Fall in Love - Gold
2007: To Love Again - Gold
2008: Live - Gold, Platinum
2009: Chris Botti in Boston - Gold
2010: Chris Botti in Boston - Platinum
ZPAV:
2008: Italia - Platynowa Płyta
2009: Chris Botti in Boston - Platynowa Płyta
2010: Chris Botti in Boston - Diamentowa i Platynowa Płyta
2012: This Is Chris Botti - Platynowa Płyta